# DIVE TO BLUE
「DIVE TO BLUE」（ダイヴ・トゥ・ブルー）は、日本のロックバンド、L'Arc〜en〜Cielの9作目のシングル。1998年3月25日発売。発売元はKi/oon Sony Records。

## 概要
5thアルバム『HEART』から約1ヶ月という短いインターバルで発表されたシングル。本作の収録曲は、アルバム『HEART』のレコーディングと同時期に録音作業が行われている。
本作の表題曲「DIVE TO BLUE」は、tetsuyaが作曲を担当しており、浸透力あるメロディーラインとザ・キュアーを彷彿とさせるシンセ音が印象的なポップスに仕上げられている。ちなみにこの曲は、前作「winter fall」と同じく、本作発売前の1997年に東京ドームで開催したライヴ「1997 REINCARNATION」で先行演奏されている。また、本作発売当初、表題曲にタイアップは付いていなかったが、発売の約1ヶ月半後となる1998年4月8日からTBS系番組『特捜!芸能ポリスくん』のエンディングテーマに使用されることになった。さらに同年6月6日からは、NTTパーソナル関西のCMソングに使用されている。このテレビCMには、メンバー4人が出演しており、これがL'Arc〜en〜Cielとして初のテレビCM出演となった。（詳細は楽曲解説の項目を参照）
また、カップリング曲には、新曲として「Peeping Tom」が収められている。

## リリース

### リリースプロモーション
本作のリリースプロモーションとして、表題曲のタイアップ先となるNTTパーソナル関西とのコラボレーション企画が実施されている。NTTパーソナル関西のPHSを契約した購入者から抽選で、メンバー出演のテレビCM、CMのメイキング映像などを収録したオリジナルビデオ『L'Arc〜en〜Ciel NTT personal CM MAKING VIDEO』がプレゼントされた。このビデオは非売品のため、現在まで一般販売されていないうえ、L'Arc〜en〜Ciel名義で発表した他作品にも再収録されておらず、貴重な映像作品となっている。

### リリース形態
本作は、通常盤（CD）の1形態でリリースされている。ちなみにフィジカルは、当時8cmシングルとして発表されていたが、2006年のシングル14作品再発企画において12cmシングルで再発売されている。なお、L'Arc〜en〜Cielのシングル作品としては唯一、クレジットが表ジャケットに表記されている（8cm盤、再発マキシシングル盤とも）。

### チャート
発売初週となる1998年4月6日付のオリコン週間シングルチャートでは、前作「winter fall」に続いて2作連続通算2作目となる首位を獲得した。さらに、発売翌週の1998年4月13日付のオリコン週間シングルチャートでも首位を獲得しており、自身初となるオリコン週間シングルチャート2週連続首位を記録している。ちなみに、初動売上枚数は前作を下回ったものの、同年8月、シングル2週連続リリースを行った同年10月、そして年末年始の3度に渡りトップ100内に再浮上しており、最終的な累計売上枚数は前作を若干上回り、L'Arc〜en〜Cielのフィジカルシングル作品としては最長のロングヒットを記録している。

## ミュージックビデオ
表題曲「DIVE TO BLUE」のミュージック・ビデオは、竹石渉がディレクターを務めた作品となっている。映像は、男性がビルの屋上から飛び降り自殺を図ろうとする描写から始まり、バンド演奏を挟みながら、ビルの中にいるメンバーが落下した"何か"を窓から見下ろすシーンが挿入されている。ちなみにこの映像中には、tetsuyaが女装を披露するシーンも存在する。そして映像のラストでは、落下した"猫"をhydeが抱きかかえているシーンが挿入されており、ふとメンバーが見上げた先に、今にもビルの屋上から飛び降りようとしている人間の姿が映り終了する。なおこの楽曲は当時日本で流行していた下降する進行のいわゆるカノン進行と呼ばれるコード進行がAメロとサビにアレンジされている。
この映像の飛び降り自殺の描写やジャケットデザインのイメージから、「歌詞も自殺を題材としたものではないか」とインターネット上などで解釈しているリスナーも存在している。ただ、本作発売当時の音楽雑誌に掲載されたhydeへのインタビュー記事では、「「DIVE TO BLUE」の歌詞は"自由に飛び込もう"という想いを込めて書いた」と明かしている。なお、hydeはこの曲の歌詞について「（人は）自分で勝手にレール作ってる部分があると思うんですよ。（中略）でも、決めてるのは自分やから、その辺の疑問ですよね。"境界線なんてあってないようなもんですよ"ってことを言いたかった」「少年時代、明け方ウロつくのが好きだったんですよ。その時間帯っていちばん自由を感じる瞬間で、街中が自分たちだけの世界のような気持ちで走りまわってたんですけど、それもちょっとかけてる。"その頃に飛び込もう"、みたいな」と述べており、前向きにとれるリリックを書いたと解釈できる。しかし、その一方でhydeは、この曲について「前向きというとらえ方も出来るけど、後ろ向きってとらえ方もしようと思えばできるから。自分の中ではそういう解釈」とも本作発売当時のインタビューで語っている。
このミュージック・ビデオは、1998年4月22日に発表したMV・ライヴ映像集『A PIECE OF REINCARNATION』に初収録されている。また、2019年12月11日には公式YouTubeアーティストチャンネルにおいて、YouTube Music Premium限定で映像の有料公開が開始されている。前述のYouTubeチャンネルでの有料公開開始から約2年4ヶ月後となる2022年4月15日からは、映像の無料公開が開始されている。

## 収録曲
| #         | タイトル                            | 作詞      | 作曲      | 編曲                          | 時間  |
| --------- | ----------------------------------- | --------- | --------- | ----------------------------- | ----- |
| 1.        | 「DIVE TO BLUE」                    | hyde      | tetsu     | L'Arc〜en〜Ciel, Hajime Okano | 5:33  |
| 2.        | 「Peeping Tom」                     | hyde      | hyde      | L'Arc〜en〜Ciel, Hajime Okano | 4:05  |
| 3.        | 「DIVE TO BLUE (hydeless version)」 |           | tetsu     | L'Arc〜en〜Ciel, Hajime Okano | 5:30  |
| 合計時間: | 合計時間:                           | 合計時間: | 合計時間: | 合計時間:                     | 15:08 |

## 楽曲解説
1. DIVE TO BLUE
  - 作詞: hyde / 作曲: tetsu / 編曲: L'Arc〜en〜Ciel & Hajime Okano

浸透力あるメロディーラインとザ・キュアーを彷彿とさせるシンセ音が印象的なポップス。この曲の印象について、kenは「軽やかで、前に転がるような曲[6]」とコメントしている。また、作曲者であるtetsuya曰く、曲作り期間中にプライベートで訪れた香港にてこの曲のデモ音源が生まれたため、仮タイトルを「Ah!香港」と名付けていたという[6]。ただ、実際は1996年に発表したアルバム『True』を制作していた時期にすでにデモが存在していたといい[6]、hydeは「『True』の曲出し会の時にも出てたんですよ。それをアレンジしてまた持ってきた。だから"あっサビが変わった"とかそんな印象[6]」と明かしている。ちなみにkenは、この仮タイトルについて「曲作り期間中に香港に行った後ろめたさをかき消すための口からデマカセ[6]」とコメントしており、仮タイトルを付けたtetsuya本人も「実際はすでに東京でできてた」と本作発売時のインタビューで語っている。余談だが、この香港旅行にはtetsuya以外に、kenとyukihiroも訪れており、この曲の制作秘話と似たようなエピソードが「虹」の制作においても存在する（詳細は「虹」の楽曲解説の項目を参照）[7]。
前述のhydeの発言の通り、アルバム『True』を制作していたときにデモ音源はあったが、音源版ではデモから大幅にメロディが変更されており、tetsuyaは「ちゃんと残ってるのはAメロくらい。Bメロも半分くらいは変わってるし、サビは似てるけど全然違う[8]」と語っている。ちなみに、音源に収録したベースは、デモで録ったテイクをそのまま活かしているという[9]。
さらに、この曲の大サビの部分には、最初のデモにはなかった手拍子の音が入れられている。手拍子を入れたのはtetsuyaの意向によるもので、この音を入れた経緯についてtetsuyaは「レコーディングも後半になった頃、スタジオから帰る車の中でその日のラフ・ミックスを聴いてたら、ちょうど交差点でギアをローに落として曲がろうとした時に、その大サビの部分になって。その時、"パパーンパーン"というクラップの音が頭のなかで鳴ったんですよ[8]」と語っている。ちなみに、この手拍子の音はken、tetsuya、yukihiroが叩いたものとなっている。余談だがtetsuyaは、手拍子を叩いた3人が香港に行ったメンバーであることを踏まえ、ブックレットに記載するクレジットの表記を"Hong Kong hand claps"にしたと語っている[10]。また、この手拍子には、レコーディングスタジオにあった足付きの灰皿をスティックで叩いた音がミックスされている[9]。なお、この音はtetsuyaが鳴らしたものであることから、tetsuyaに"Metal Percussion"というクレジットが付されている[9]。
歌詞は、作詞を担当したhydeの「自由に飛び込もう」というイメージで手掛けられている。この曲の歌詞について、hydeは「（人は）自分で勝手にレール作ってる部分があると思うんですよ。でも"仕事嫌やったらやめれば"っていう。他にしたいことがあればそれをすればいいじゃないですか。なんで嫌いなことを死ぬまで続けなあかんのっていう。でも、決めてるのは自分やから、その辺の疑問ですよね。"境界線なんてあってないようなもんですよ"ってことを言いたかった[4]」と本作発売当時のインタビューで語っている。
また、タイトルに付けた「BLUE」は、hyde曰く「僕の中ではいちばん落ちつく、ときめく色彩[4]」「僕のなかでのブルーっていうのは、「winter fall」の雪もそうなんですけど、"自由"の色なんですよ。たとえば日曜にニカーッと晴れてたりすると、どっか行きたくなるとかあるじゃないですか。そういうイメージ[9]」だという。タイトルにこの色を入れたことについて、hydeは「少年時代、明け方ウロつくのが好きだったんですよ。その時間帯っていちばん自由を感じる瞬間で、街中が自分たちだけの世界のような気持ちで走りまわってたんですけど、それもちょっとかけてる。"その頃に飛び込もう"、みたいな[4]」と理由を語っている。こういったhydeのイメージが、歌詞の中に登場する＜今も 今も 覚えている 幼い頃に見た朝焼けを＞などのフレーズに反映されていることがうかがえる。
ちなみにhydeは、この曲の歌詞のイメージについて「前向きというとらえ方も出来るけど、後ろ向きってとらえ方もしようと思えばできるから。自分の中ではそういう解釈[5]」と音楽誌のインタビューで語っている。このように、この曲の歌詞は、かつて持っていた前向きさを取り戻そうとするリリックとも、もう昔には戻れないというノスタルジーに浸ったようなリリックとも解釈できるような内容になっている。
2. Peeping Tom
  - 作詞・作曲: hyde / 編曲: L'Arc〜en〜Ciel & Hajime Okano

掴みどころのないギターとアコーディオンのサウンドと、対照的な皮肉めいたリリックが印象的なポップス。作詞・作曲を担当したhydeの「ギター2本使うより、他の楽器を使ったほうがライヴで再現しやすい[4]」という考えから、この曲の制作ではメンバーが担当するパートの多重録音を控え、アコーディオンなどの音色を多く取り入れている[4]。この曲のギター録りについて、kenは「最初にhydeが"アコーディオンをちりばめていこう"って言ってたんで、ギターはなんとなく上の方で、シンプルにチャカチャカ鳴ってるのがいいかなって[4]」と振り返っている。そしてtetsuyaは「夢見心地でベースを弾きました。水の中にいるような感じで。音的にもそういうニュアンスが出てると思います[9]」と自身のベースプレイを語っている。また、この曲のリズムアプローチの方向性について、yukihiroは「この曲のドラムに関しては、'80年代ニューウェイヴの頃の、せこいカンジを出したいっていうのがあってね（笑）。生のドラムの各パーツの音をノイズ・ゲートでスパッと切って、余韻のないチープな雰囲気にしてるんです。そこにスタジオに転がってた昔のリズム・ボックスの音を足してみたりもして[11]」と語っている。
ちなみにhydeは、この曲の制作エピソードについて「最初はめっちゃ複雑な曲で、サビが2つぐらいあったんですよ。どっちのサビも強調されへんから、もうひとつのサビを、実は他の曲に使って[4]」と語っており、この曲の制作過程において別の曲がほぼ同時に生まれている。この曲と同時に制作された楽曲は、アルバム『HEART』に収録された楽曲「Singin' in the Rain」であり[4]、hydeはこの2曲について「双子[12]」と表現している。
歌詞は、爽やかな曲調に反し、若干トゲのある内容となっている。こういったリリックにした経緯について、hydeは「デカいことじゃなくて、身近な詞を書きたいなと思ってて。あと、レコーディングが進むうちに、ちょっと口の悪い詞のほうがいいなと思ったんですよ。タイトルはのぞき魔という意味。そいつのことを歌ってる。まぁこの商売をしてたらね、ずーっとのぞき魔に見られてる感覚で、帽子かぶってサングラスしてってなっちゃうじゃないですか。もっとふつうに歩きたいねということを言いたかったんですよ[9]」「（この曲は）普通ならフレンチなカフェとかのイメージなんだけど、あえて汚い、荒い言い方にした方がカッコいいかな、と思ってちょっとズラした[13]」と語っている。また、hydeの「歌詞だけ読むと彼女の事を歌ってると勘違いしやすいんですよ。だから、タイトルで誰の事を歌ってるのかわかりやすくしようと思って[4][13]」という考えから、タイトルには「のぞき魔」を意味する英語の俗語である「ピーピング・トム」が選ばれている。タイトルを決めた経緯について、hydeは「曲調が可愛らしいから"のぞき魔"ってストレートに付けるとヘヴィーじゃないですか。なーんか可愛い言い方ないかなぁと辞書調べたら"まさしくこれや!!"って[13]」と述べている。
ちなみに、この曲は1998年に開催したライヴツアー「Tour '98 ハートに火をつけろ!」の一部公演で披露されていたが、このツアーの後は現在までライヴで披露されていない。

## タイアップ
DIVE TO BLUE
- TBS系番組『特捜!芸能ポリスくん』エンディングテーマ
- 「NTTパーソナル関西」CMソング（本人出演）

## 参加ミュージシャン
- hyde：Vocal
- ken：Guitars
- tetsu：Bass
- yukihiro：Drums
- DIVE TO BLUE
  - ken：Keyboard & Programming, Hong Kong hand claps, Tambourine[注 2]
  - tetsuya：Keyboard & Programming, Metal Percussion, Hong Kong hand claps[注 2]
  - 斉藤仁：Keyboard & Programming, Manipulate[注 2]
  - yukihiro：Hong Kong hand claps[注 2]
- Peeping Tom
  - 岡野ハジメ：Keyboard[注 2]
  - 斉藤仁：Keyboard & Programming, Manipulate[注 2]
  - 鶴来正基 - Accordion[注 2]
- Recording Staff
  - 比留間整：Recording, Mixing[注 2]
  - 近藤圭司：Recording[注 2]
  - 原田光晴 - Mastering[注 2]

## 収録アルバム
オリジナルアルバム
- 『ark』 (#1)

ベストアルバム
- 『Clicked Singles Best 13』 (#1)
- 『The Best of L'Arc〜en〜Ciel 1998-2000』 (#1)
- 『The Best of L'Arc〜en〜Ciel c/w』 (#2)
- 『QUADRINITY 〜MEMBER'S BEST SELECTIONS〜』 (#1)